# LibreOffice
LibreOffice è un software libero di produttività personale multipiattaforma prodotto da The Document Foundation, nato dal fork di OpenOffice.org. Comprende una serie di programmi per l'elaborazione di testi, fogli di calcolo, presentazioni, grafici e disegni, database e formule matematiche ed è compatibile anche con le altre suite per ufficio, tra cui Microsoft Office (la compatibilità con il formato OOXML è in progressivo miglioramento).
Il pacchetto è disponibile in 120 lingue per i sistemi operativi Microsoft Windows, macOS, GNU/Linux, iOS e Android.
Il nome è ottenuto dalla composizione (in notazione a cammello), fra la parola Libre (che significa "libero" in spagnolo e francese) e Office (che significa "ufficio" in inglese e francese).

## Storia

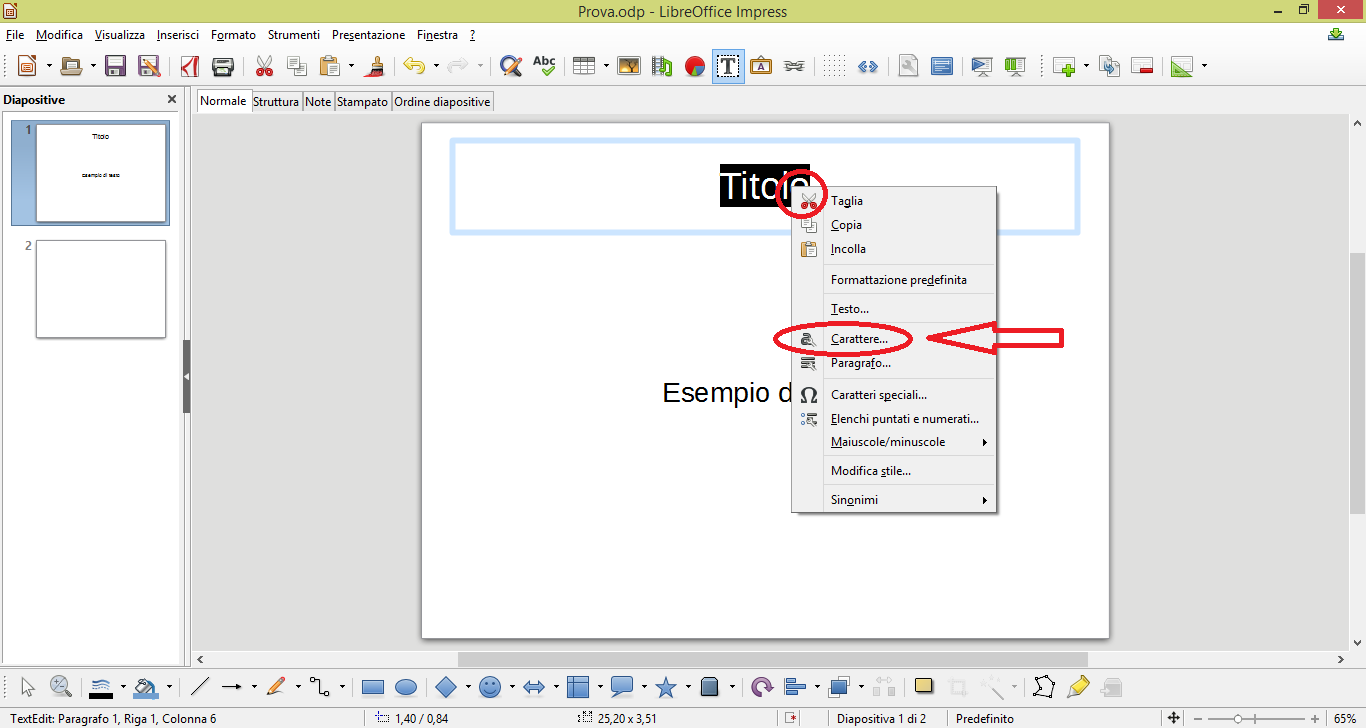
Screenshot di Libre Office

Il progetto nacque in risposta all'acquisto di Sun Microsystems da parte di Oracle Corporation: alcuni sviluppatori della comunità di OpenOffice.org, preoccupati che Oracle potesse sospendere lo sviluppo di OpenOffice.org o porre fine alla natura open source del progetto (come era già successo con OpenSolaris di Sun), il 28 settembre 2010 hanno dato vita a un nuovo gruppo chiamato The Document Foundation e reso disponibile un fork di OpenOffice.org cui fu dato il nome di LibreOffice e basato sulla versione 3.3.
Il nome LibreOffice fu inizialmente pensato come provvisorio, in attesa che Oracle accettasse la richiesta della neonata fondazione di donarle il marchio OpenOffice.org e di entrare a far parte del gruppo di sviluppo della suite. Per questo motivo i numeri di versioni partono da 3.3, beta di OpenOffice.org su cui si basa LibreOffice. Tuttavia, la società statunitense ha donato la suite ed il marchio ad Apache Software Foundation.
Alla fondazione per lo sviluppo del nuovo software si è affiancata la comunità di OpenOffice.org e anche alcuni partner come Canonical, Google, Intel, Novell e Red Hat.
In LibreOffice è stato fuso Go-oo ed in esso sono confluite anche caratteristiche sviluppate in altri fork precedenti di OpenOffice. Fra questi c'è OxygenOffice Professional, che aggiunge a OpenOffice.org la possibilità di eseguire macro in Visual Basic for Applications (VBA) per Calc (per testing), aggiunge a Calc l'esportazione in HTML, rafforza il supporto di Access per Base, amplia la tavolozza dei colori, aggiunge help contestuale e documentazione addizionale, clip art, numerosi modelli ed esempi di documenti e oltre 90 font.
Le prime beta di LibreOffice si basavano sul codice di OpenOffice 3.3, ma The Document Foundation aveva annunciato un'estesa riscrittura del codice di ogni singolo modulo della suite a partire da Calc, che sarebbe stato dotato di un nuovo motore di calcolo, denominato in codice Ixion, per aumentarne le prestazioni e migliorarne le funzionalità di interazione coi database e il supporto alle macro VBA. Gli sviluppi apportati alla suite erano volti anche a ridurne la dipendenza da Java.
La prima versione stabile prodotta è stata la 3.3.0 del 25 gennaio 2011; tra gennaio 2011 e ottobre 2011 LibreOffice è stato scaricato circa 7,5 milioni di volte e altri 10 milioni di utenti hanno installato il programma via penne USB o CD masterizzati, realizzati da un milione di questi download. Il 23 giugno 2011 Debian affermò che il processo di transizione da OpenOffice.org a LibreOffice era stato completato.
LibreOffice Viewer per Android è stata distribuita su F-Droid dal 6 febbraio 2015.
Lo sviluppo della famiglia di applicazioni per ufficio LibreOffice continua ininterrottamente anche con il supporto di aziende commerciali (come Collabora, CIB, allotropia, Red Hat) che dedicano del personale a tempo pieno per il miglioramento delle funzioni del pacchetto, mentre lo sviluppo di Apache OpenOffice si è fermato alla versione 4.1 di aprile del 2014.

Cronologia dei principali derivati di StarOffice e OpenOffice.org. Apache OpenOffice è in azzurro, NeoOffice in viola, LibreOffice in verde.

## Caratteristiche
La suite, che supporta nativamente il formato di file OpenDocument, gode di una buona compatibilità con altre maggiori suite del settore ed è disponibile per GNU/Linux, macOS, Microsoft Windows e ha alcune implementazioni nei sistemi operativi per dispositivi mobili. Il suo utilizzo nelle distribuzioni GNU/Linux è molto diffuso, e per esse vi è anche la versione a 64 bit.
The Document Foundation produce una nuova versione rilevante (major release) di LibreOffice ogni sei mesi ed, eventualmente, si allinea col periodo di distribuzione marzo/settembre di altri progetti open source rilevanti.
La fondazione, inoltre, mantiene due versioni differenti di LibreOffice. L'ultima versione è disponibile come anteprima delle nuove funzionalità implementate (una sorta di beta), mentre la versione precedente si rivolge agli utenti che preferiscono la stabilità della suite.

### Componenti
I componenti di LibreOffice sono gli stessi di OpenOffice.org, da cui è derivato:
| Componente | Componente | Descrizione |
| ---------- | ---------- | --- |
|            | Writer     | Un programma di videoscrittura con funzionalità simili e supporto ai file di Microsoft Word e WordPerfect. Possiede caratteristiche WYSIWYG avanzate, ma può anche venire utilizzato come editor di base. |
|            | Calc       | Un foglio elettronico, simile a Microsoft Excel o Lotus 1-2-3. Ha un certo numero di caratteristiche uniche, tra cui un sistema che definisce automaticamente la serie di grafici, sulla base delle informazioni disponibili per l'utente. |
|            | Impress    | Un programma per la creazione di presentazioni multimediali simile a Microsoft Powerpoint. Le presentazioni possono essere esportate come file SWF, in modo da poter essere visualizzati su qualsiasi computer che abbia installato Adobe Flash. |
|            | Base       | Un programma di creazione e gestione di database, simile a Microsoft Access. LibreOffice Base permette la creazione e la gestione di basi di dati, la preparazione di maschere e report che forniscono agli utenti finali un facile accesso ai dati. Come Access, può essere utilizzato come front-end per sistemi di database, tra cui database di Access (JET), fonti di dati ODBC e MySQL, Firebird SQL o PostgreSQL.                                                                                     |
|            | Draw       | Un programma di grafica vettoriale e uno strumento di diagrammi simile a Microsoft Visio e paragonabile per caratteristiche alle prime versioni di Corel Draw. Fornisce connettori tra le forme, che sono disponibili in una gamma di stili di linea per facilitare il disegno di diagrammi di flusso. Include anche caratteristiche simili a software di desktop publishing come Microsoft Publisher e Scribus. Draw ha inoltre un creatore di PDF incorporato e uno strumento di importazione di file PDF. |
|            | Math       | Un programma per l'elaborazione di formule matematiche. L'applicazione utilizza una variante del linguaggio XML per la creazione di formule, come definito nella specifica OpenDocument. Queste formule possono essere incorporate in altri documenti della suite LibreOffice, come quelli creati da Writer o Calc, inserendo le formule nel documento. |

Grazie alla sua licenza LGPL, è stata realizzata una versione portabile di LibreOffice.

### Formati di file supportati
| Formato                                    | Estensione                                      | Tipo                                 | Lettura                                        | Scrittura         | Note                                                                                      |
| ------------------------------------------ | ----------------------------------------------- | ------------------------------------ | ---------------------------------------------- | ----------------- | ----------------------------------------------------------------------------------------- |
| AbiWord                                    | ABW, ZABW                                       | Documento                            | 4.2                                            |                   |                                                                                           |
| Adobe Flash                                | SWF                                             | Grafica, multimedialità              | Sì                                             | Rimosso nella 7.0 |                                                                                           |
| Adobe PageMaker                            | PMD, PM3, PM4, PM5, PM6, P65                    | Documento, DTP                       | 4.4                                            |                   |                                                                                           |
| Adobe Swatch Exchange                      | ASE                                             | Palette dei colori                   | 5.0                                            |                   |                                                                                           |
| Adobe FreeHand                             | AGD, FHD                                        | Grafica / grafica vettoriale         | Sì                                             |                   |                                                                                           |
| Apple Keynote                              | KTH, KEY                                        | Presentazione                        | 5.0                                            |                   |                                                                                           |
| Apple Numbers                              | Numbers                                         | Foglio elettronico                   | 5.0                                            |                   |                                                                                           |
| Apple Pages                                | Pages                                           | Documento                            | 5.0                                            |                   |                                                                                           |
| AppleWorks                                 | CWK                                             | Documento                            | 4.1                                            |                   | formalmente chiamato ClarisWorks                                                          |
| ApportisDoc (Palm)                         | PDB                                             | Documento                            | Sì                                             | Sì                | Richiede Java                                                                             |
| AutoCAD DXF                                | DXF                                             | Grafica / CAD                        | Sì                                             |                   |                                                                                           |
| Comma-separated values                     | CSV, TXT                                        | Testo                                | Sì                                             | Sì                |                                                                                           |
| ClarisDraw                                 |                                                 | Grafica / grafica vettoriale         | Sì                                             |                   |                                                                                           |
| CorelDRAW 6-X7                             | CDR, CMX                                        | Grafica / grafica vettoriale         | 3.6                                            |                   |                                                                                           |
| Computer Graphics Metafile                 | CGM                                             | Grafica                              | Sì                                             |                   | solo Binary-encoded; non quelli che usano testo in chiaro o codifiche basate su caratteri |
| Data Interchange Format                    | DIF                                             | Foglio elettronico                   | Sì                                             | Sì                |                                                                                           |
| dBase, Clipper, VP-Info, FoxPro            | DBF                                             | Base di dati                         | Sì                                             | Sì                |                                                                                           |
| DocBook                                    | XML                                             | XML                                  | Sì                                             | Sì                |                                                                                           |
| Encapsulated PostScript                    | EPS                                             | Grafica                              | Sì                                             | Sì                |                                                                                           |
| Enhanced Metafile                          | EMF                                             | Grafica / grafica vettoriale / Testo | Sì                                             | Sì                |                                                                                           |
| EPUB                                       | EPUB                                            | eBook                                |                                                | 6.0               |                                                                                           |
| FictionBook                                | FB2                                             | eBook                                | 4.2                                            |                   |                                                                                           |
| GIMP Palette                               | GPL                                             | Palette dei colori                   | 4.4                                            |                   |                                                                                           |
| Gnumeric                                   | GNM, GNUMERIC                                   | Foglio elettronico                   | 5.1                                            | No                |                                                                                           |
| Graphics Interchange Format                | GIF                                             | Grafica / Grafica raster             | Sì                                             | Sì                |                                                                                           |
| Hangul WP 97                               | HWP                                             | Documento                            | Sì                                             |                   |                                                                                           |
| HPGL plotting file                         | PLT                                             | Grafica                              | Sì                                             |                   |                                                                                           |
| HTML                                       | HTML, HTM                                       | Documento / testo                    | Sì                                             | Sì                |                                                                                           |
| Ichitaro 8/9/10/11                         | JTD, JTT                                        | Documento                            | Sì                                             |                   |                                                                                           |
| JPEG                                       | JPG, JPEG                                       | Grafica                              | Sì                                             | Sì                |                                                                                           |
| Lotus 1-2-3                                | WK1, WKS, 123, wk3, wk4                         | Foglio elettronico                   | Sì                                             |                   |                                                                                           |
| Lotus Word Pro                             |                                                 | Documento                            | 3.3                                            |                   |                                                                                           |
| MacDraft                                   |                                                 | Grafica / CAD                        | 5.0                                            |                   |                                                                                           |
| MacDraw                                    |                                                 | Grafica / grafica vettoriale         | 4.4                                            |                   |                                                                                           |
| MacDraw II                                 |                                                 | Grafica / grafica vettoriale         | 4.4                                            |                   |                                                                                           |
| Macintosh Picture File                     | PCT                                             | Grafica                              | Sì                                             | Sì                |                                                                                           |
| MacWrite Pro 1.5                           |                                                 | Documento                            | 4.1                                            |                   |                                                                                           |
| MathML                                     | MML                                             | Markup matematico                    | Sì                                             | Sì                |                                                                                           |
| MET                                        | MET                                             |                                      | Sì                                             | Sì                |                                                                                           |
| Microsoft 365                              | DOCX, XLSX, PPTX                                | Multiplo                             | Sì                                             | Sì                |                                                                                           |
| Microsoft Excel 4/5/95                     | XLS, XLW, XLT                                   | Foglio elettronico                   | Sì                                             | Rimosso nella 4.0 |                                                                                           |
| Microsoft Excel 97–2003                    | XLS, XLW, XLT                                   | Foglio elettronico                   | Sì                                             | Sì                |                                                                                           |
| Microsoft Excel 2003 XML                   | XML                                             | Foglio elettronico                   | Sì                                             | Sì                |                                                                                           |
| Microsoft Excel Web Query File             | IQY                                             | Fonti di dati, testo                 | 5.4                                            |                   |                                                                                           |
| Microsoft Office 2007-2021 Office Open XML | DOCX, XLSX, PPTX                                | Multiplo                             | Sì                                             | Sì                |                                                                                           |
| Microsoft Pocket Excel                     | PXL                                             | Foglio elettronico                   | Sì                                             | Sì                | Richiede Java                                                                             |
| Microsoft Pocket Word                      | PSW                                             | Documento                            | Sì                                             | Sì                | Richiede Java                                                                             |
| Microsoft PowerPoint 97–2003               | PPT, PPS, POT                                   | Presentazione                        | Sì                                             | Sì                |                                                                                           |
| Microsoft Publisher                        | PUB                                             | Documento, DTP                       | 4.0                                            |                   |                                                                                           |
| Microsoft Word 4/5/95                      | DOC, DOT                                        | Documento                            | Sì                                             | Rimosso nella 4.0 |                                                                                           |
| Microsoft Word 6.0/95                      | DOC, DOT                                        | Documento                            | Sì                                             | Sì                |                                                                                           |
| Microsoft Word 2003 XML (WordprocessingML) | XML                                             | Documento                            | Sì                                             | Sì                |                                                                                           |
| Microsoft Word for Mac                     |                                                 | Documento                            | 4.1                                            |                   | Word 1 - 5.1                                                                              |
| Microsoft Word for Windows 2.0             | DOC, DOT                                        | Documento                            | Sì                                             | Sì                |                                                                                           |
| Microsoft Works                            | WPS, WKS, WDB                                   | Multiplo                             | 3.3                                            |                   | dalla versione 4.1 anche i formati di file Mac                                            |
| Microsoft Write                            | WRI                                             | Documento                            | 5.1                                            | No                |                                                                                           |
| Microsoft Visio                            | VSD                                             | Grafica / grafica vettoriale         | 3.5                                            |                   |                                                                                           |
| Netpbm format                              | PGM, PBM, PPM                                   | Grafica / grafica raster             | Sì                                             | Sì                |                                                                                           |
| OpenDocument                               | ODT, FODT, ODS, FODS, ODP, FODP, ODG, FODG, ODF | Multiplo                             | Sì                                             | Sì                |                                                                                           |
| Open Office Base                           | ODB                                             | Base di dati                         | Sì                                             | Sì                |                                                                                           |
| OpenOffice.org XML                         | SXW, STW, SXC, STC, SXI, STI, SXD, STD, SXM     | Multiplo                             | Sì                                             | Sì                |                                                                                           |
| PCX                                        | PCX                                             | Grafica                              | Sì                                             |                   |                                                                                           |
| Photo CD                                   | PCD                                             | Presentazione                        | Sì                                             |                   |                                                                                           |
| PhotoShop                                  | PSD                                             | Grafica                              | Sì                                             |                   |                                                                                           |
| Plain text                                 | TXT                                             | Testo                                | Sì                                             | Sì                | supportate diverse codifiche                                                              |
| Portable Document Format                   | PDF                                             | Documento                            | Sì                                             | Sì                | incluso il formato hybrid PDF                                                             |
| Portable Network Graphic                   | PNG                                             | Grafica / grafica raster             | Sì                                             | Sì                |                                                                                           |
| QuarkXPress 3–4                            | QXP                                             | Documento, DTP                       | 6.0                                            |                   |                                                                                           |
| Quattro Pro 6.0                            | WB2, wq1, wq2                                   | Foglio elettronico                   | Sì                                             |                   |                                                                                           |
| RagTime for Mac                            |                                                 |                                      |                                                | 4.4               |                                                                                           |
| Rich Text Format                           | RTF                                             | Documento                            | Sì                                             | Sì                |                                                                                           |
| Scalable Vector Graphics                   | SVG                                             | Grafica / grafica vettoriale         | Sì                                             | Sì                |                                                                                           |
| SGV                                        | SGV                                             |                                      | Sì                                             |                   |                                                                                           |
| Software602 (T602)                         | 602, TXT                                        | Documento                            | Sì                                             |                   |                                                                                           |
| Sony Broad Band eBook                      | RLF                                             | eBook                                | 4.4                                            |                   |                                                                                           |
| StarOffice StarCalc 3/4/5                  | SDC, VOR                                        | Foglio elettronico                   | Rimosso nella 4.0, aggiunto di nuovo nella 5.3 | Rimosso nella 4.0 |                                                                                           |
| StarOffice StarDraw/StarImpress            | SDA, SDD, SDP, VOR                              | Presentazione                        | Rimosso nella 4.0, aggiunto di nuovo nella 5.3 | Rimosso nella 4.0 |                                                                                           |
| StarOffice StarMath                        | SXM                                             | Matematica                           | Rimosso nella 4.0                              | Rimosso nella 4.0 |                                                                                           |
| StarOffice StarWriter 3/4/5                | SDW, SGL, VOR                                   | Documento                            | Rimosso nella 4.0, aggiunto di nuovo nella 5.3 | Rimosso nella 4.0 |                                                                                           |
| StarView Metafile                          | SVM                                             | Grafica / grafica vettoriale         | Sì                                             | Sì                |                                                                                           |
| Star Writer graphics                       | SGF                                             | Grafica                              | Sì                                             |                   |                                                                                           |
| SunOS Raster                               | RAS                                             | Grafica / grafica raster             | Sì                                             | Sì                |                                                                                           |
| SYLK                                       | SLK                                             | Foglio elettronico, scambio di file  | Sì                                             | Sì                |                                                                                           |
| Tagged Image File Format                   | TIF, TIFF                                       | Grafica / grafica raster             | Sì                                             | Sì                |                                                                                           |
| Truevision TGA (Targa)                     | TGA                                             | Grafica / grafica raster             | Sì                                             |                   |                                                                                           |
| Unified Office Format                      | UOF, UOT, UOS, UOP                              | Multiplo                             | Sì                                             | Sì                |                                                                                           |
| Windows bitmap                             | BMP                                             | Grafica / grafica raster             | Sì                                             | Sì                |                                                                                           |
| Windows Metafile                           | WMF                                             | Grafic, grafica vettoriale, bitmap   | Sì                                             | Sì                |                                                                                           |
| WordPerfect                                | WPD                                             | Documento                            | Sì                                             |                   |                                                                                           |
| WordPerfect Suite 2000/Office 1.0          | WPS                                             | Documento                            | Sì                                             |                   |                                                                                           |
| WriteNow 4.0                               |                                                 | Documento                            | 4.1                                            |                   |                                                                                           |
| X BitMap                                   | XBM                                             | Grafica / grafica raster             | Sì                                             |                   |                                                                                           |
| X PixMap                                   | XPM                                             | Grafica / grafica raster             | Sì                                             | Sì                |                                                                                           |
| Zoner Draw                                 | ZMF                                             | Grafica                              | 5.3                                            |                   |                                                                                           |

## Utilizzo nelle distribuzioni GNU/Linux
È la suite per ufficio di default in molte distribuzioni GNU/Linux, tra le quali:
- Debian;[40]
- Fedora;[41]
- OpenSUSE;[42]
- Ubuntu.[43]
- Linux Mint;[44]

Sono disponibili due applicazioni ufficiali per Android con il nome di LibreOffice Viewer per visualizzare i documenti, e Impress Remote per interagire con la propria presentazione LibreOffice Impress. Entrambe le applicazioni sono distribuite anche su F-Droid. LibreOffice Viewer è disponibile anche per Ubuntu Touch in versione ufficiale sviluppata da The Document Foundation e Canonical.

## Adozioni massive
Esistono diversi casi di studio rilevanti sull'adozione di LibreOffice a livelli massivi:
2003–2010
- Nel 2003–2004, la società brasiliana Serpro ha iniziato a migrare il suo software a BrOffice (la versione locale di LibreOffice all'epoca), con un valore stimato di 3,5 milioni di BRL (circa 1,2 milioni di dollari USA all'epoca), diventando un caso di studio per iniziative simili in Brasile, particolarmente nell'e-government.[48]

- Nel 2005, la Gendarmeria francese ha annunciato la sua migrazione a OpenOffice.org.[49] Ha pianificato di migrare 72.000 desktop a una versione personalizzata di Ubuntu (GendBuntu) con LibreOffice entro il 2015.[50]

- Nel 2010, la città irlandese di Limerick ha iniziato gradualmente a migrare verso soluzioni open-source per liberarsi dal vendor lock-in e migliorare il proprio potere negoziale d'acquisto. Uno degli aspetti chiave di questa mossa è stato l'uso di LibreOffice.[51]

2011
- L'autorità amministrativa della regione Île-de-France (che include la città di Parigi) ha incluso LibreOffice in una chiavetta USB data agli studenti contenente software libero open-source. La chiavetta USB è data a circa 800.000 studenti.[52]

- È stato annunciato che tredici ospedali della regione di Copenaghen avrebbero gradualmente adottato LibreOffice, interessando "quasi tutti i 25.000 lavoratori".[53]

2012
- La città greca di Pylaia-Chortiatis ha migrato i suoi PC per utilizzare LibreOffice. Il gruppo locale di utenti Linux ha stimato i risparmi sui costi in almeno 70.000 euro.[54]

- A luglio, la città spagnola di Las Palmas ha migrato i suoi 1.200 PC a LibreOffice, citando risparmi sui costi di 400.000 euro.[55]

- L'amministrazione dell'Umbria, Italia, ha avviato un progetto per migrare un gruppo iniziale di 5.000 dipendenti pubblici a LibreOffice.[56]

- La città di Largo, Florida, USA, è un utente di lunga data[57] di software open-source usando client leggeri Linux. Originariamente utilizzando OpenOffice.org, la città è passata a LibreOffice nel 2013.[58]

2013
- Ad agosto, l'amministrazione della regione autonoma valenciana ha completato la migrazione di tutti i 120.000 PC dell'amministrazione, incluse scuole e tribunali, a LibreOffice.[59]
- La città tedesca di Monaco di Baviera ha annunciato che sarebbe passata da OpenOffice a LibreOffice nel prossimo futuro. Questo è in linea con l'impegno a lungo termine di Monaco per l'uso di software open-source. Monaco utilizza LiMux, un derivato di Linux basato su Ubuntu, su quasi tutti i 15.000 computer della città.[60][61]

2014
- La città francese di Tolosa ha annunciato di aver risparmiato 1 milione di euro migrando migliaia di postazioni di lavoro a LibreOffice.[62][63]

2015
- Il Ministero della difesa ha annunciato che avrebbe installato LibreOffice su 150.000 PC. Secondo l'Osservatorio Europeo sull'Open Source, questa è stata la seconda più grande migrazione open source in Europa.[64]
- La città italiana di Bari ha sostituito Microsoft Office con LibreOffice su 1.700 PC.[65]
- LibreOffice è stato ufficialmente reso disponibile per tutte le agenzie governative del Regno Unito a livello nazionale.[66]

2016
- La Contea di Yilan di Taiwan non acquisterà più licenze Microsoft Office e si rivolgerà a ODF e LibreOffice.[67]
- Il Vietnam Posts and Telecommunications Group ha convertito tutti i suoi PC (più di 15.000) a LibreOffice.[68]
- La polizia lituana è passata a LibreOffice su oltre 8.000 postazioni di lavoro, citando risparmi di costo di 1 milione di euro.[69]

2017
- La maggioranza (75%) dei comuni nella regione vallone del Belgio utilizza software open source e servizi che includono LibreOffice. A marzo 2017, oltre 20.000 dipendenti delle amministrazioni pubbliche e molte volte più cittadini utilizzano i servizi.[70]
- La regione autonoma spagnola di Galizia ha annunciato piani per finalizzare il passaggio a LibreOffice presso diversi servizi governativi centrali e ministeri, rendendo LibreOffice l'unica suite di produttività per ufficio su 6.000 postazioni di lavoro.[71]
- La città di Roma, Italia, ha iniziato l'installazione di LibreOffice su tutti i suoi 14.000 PC, parallelamente alla suite di ufficio proprietaria esistente. È uno dei passi pianificati per aumentare l'uso di software libero e open source della città, mirando a ridurre la dipendenza dai fornitori di tecnologia dell'informazione.[72]

2019
- La città di Seixal, Portogallo, è migrata a LibreOffice su 1.100 postazioni di lavoro in tutti i dipartimenti del Municipio di Seixal.[73][74]

2020
- Lo stato tedesco dello Schleswig-Holstein vuole passare completamente da Microsoft Office a LibreOffice entro il 2025 per i suoi 25.000 dipendenti. La transizione inizierà gradualmente nel 2021.[75]

2021
- L'amministrazione di diverse centrali nucleari russe e le sussidiarie di Rosatom pianificano di passare a Astra Linux entro la fine del 2021, che include LibreOffice; per un totale di 15.000 utenti.[76]

2022

## Conferenze
A partire dal 2011, The Document Foundation ha organizzato la Conferenza annuale di LibreOffice, come segue:
- 2011 – Parigi, Francia – 12–15 ottobre[77]
- 2012 – Berlino, Germania – 17–19 ottobre[78]
- 2013 – Milano, Italia – 24–27 settembre[79]
- 2014 – Berna, Svizzera – 3–5 settembre[80][81]
- 2015 – Aarhus, Danimarca – 23–25 settembre[82][83]
- 2016 – Brno, Repubblica Ceca – 7–9 settembre[84][85]
- 2017 – Roma, Italia – 11–13 ottobre[86][87]
- 2018 – Tirana, Albania – 26–28 settembre[88]
- 2019 – Almería, Spagna – 11–13 settembre[89]
- 2020 – conferenza web – 15–17 ottobre[90]
- 2021 – conferenza web – 23–25 settembre[91]
- 2022 – Milano, Italia e da remoto (ibrido) – 28 settembre–1 ottobre[92]
- 2023 – Bucarest, Romania – 20 settembre–23 settembre[93]